# NGC 5345
NGC 5345 este o liner situată în constelația Fecioara. A fost descoperită în 15 aprilie 1787 de către William Herschel. Se află la o distanță de 105,16 megaparseci de Pământ.